# (535019) 2014 WE509
(535019) 2014 WE509 est un objet transneptunien en résonance 3:4 avec Neptune mesurant environ 133 km de diamètre